# Rudolf Hansen (modstandsmand)
 Der er flere personer med dette navn, se Rudolf Hansen.
Hans Nelius Ebbe Rudolf Hansen (født 1. august 1890 i Eskilstrup, død 12. april 1945 i KZ Neuengamme) var en dansk bankdirektør og modstandsmand.
Rudolf Hansen var direktør i Den danske Landmandsbanks Esbjergafdeling 1930-1945. Hansen støttede modstandsbevægelsen økonomisk og husede illegalt en militær rådgiver for modstandsbevægelsen, kaptajnløjtnant Gabriel Jensen, som Gestapo arresterede hos Rudolf Hansen 5. oktober 1944. 
Hansen blev i oktober 1944 deporteret til Frøslevlejren og derfra i januar 1945 videre til KZ-lejren Neuengamme, hvor han døde efter udstationering i udelejrene Dessauer Ufer og Oortkaten.
Der er opsat en mindetavle på banken (nu Danske Bank) på Torvet 18 i Esbjerg.